# 因緣
因緣，佛教術語，漢語“因緣”可指兩個概念：一者因緣經，二者因和緣（梵語：、巴利語：paccaya）的合稱。

## 因緣經
因緣或因緣經，音譯為尼陀那，義譯為因緣、緣起、本緣等，為十二分教之一。記錄佛陀說法的三種因緣，即：有人請問，則回應說法；僧團中有人犯事，則制定相應戒律；遇到特別的事情，則相應說法。。

## 因與緣
在佛教因果（梵語：hetu-phala）或曰緣起（梵語：pratītya-samutpāda；巴利語：paṭicca-samuppāda）論中，一切事情的生成，皆依賴各種條件。其直接主要的根本條件稱作「因」，間接配合成就的次要條件稱作「緣」。「緣」字單就字面解釋有攀爬之意，連結集合根本因及各種緣由互相配合才能成就現象界一切法，即為因緣。有因有緣而法成。
因緣果報四字往往合併使用，因是起源，緣是所依附或曰過程，果報則是結果。因緣的說法常見於佛教典籍及中國歷代的文學作品中，如佛說十二因緣。